# Giuliano Anastagi
Giuliano Anastagi o Anastasi (... – 1746) è stato un ingegnere e cartografo italiano del Granducato di Toscana.

## Biografia
Di origini senesi, figlio di Piero Anastagi, fu ingegnere delle Regie Possessioni del granduca Francesco Stefano di Lorena e del Corpo del Genio militare, oltre che secondo tenente della Compagnia dei cannonieri di Grosseto.
Fu tra i principali cartografi al servizio del Consiglio di reggenza toscano, e dal 1740 fece parte, insieme a Angiolo Maria Mascagni, Bernardo Sansone Sgrilli e Giuseppe Soresina, del gruppo di professionisti dello Scrittoio regio che, sotto la supervisione di Giovanni Maria Veraci, si occupò del rilevamento e della produzione di mappe e planimetrie delle ville e fattorie granducali. Il suo nome è legato principalmente alla Raccolta di piante delle principali città e fortezze del Granducato di Toscana del colonnello Odoardo Warren, opera contenente oltre sessanta piante minuziose di torri, fortezze e città, con dettagliate descrizioni, alla quale lavorò attivamente fino alla morte e della quale risulta uno dei principali autori.
Un altro lavoro di rilievo fu la raccolta Città murate, ville granducali e fortezze di Toscana, che Anastagi realizzò in collaborazione con altri cartografi, tra i quali Innocenzio Fazzi, e lo stesso colonnello Warren. Si tratta di un corposo volume comprendente circa novanta mappe e prospetti di fortezze, ville e città, di particolare importanza per la precisione tecnica e la qualità delle illustrazioni. Il colonnello Warren lo definì «giovane della maggiore abilità per disegnare l'artiglieria e le fortificazioni».
Il 27 dicembre 1745 fu nominato ingegnere del Genio militare, ma morì improvvisamente l'anno successivo. Al suo posto venne nominato il livornese Andrea Dolcini.